# Microcorynus blandus
Microcorynus blandus is een keversoort uit de familie bladrolkevers (Attelabidae). De wetenschappelijke naam van de soort werd in 1894 gepubliceerd door Faust.